# Cordia macleodii
Cordia macleodii là loài thực vật có hoa trong họ Mồ hôi. Loài này được Hook.f. & Thomson mô tả khoa học đầu tiên năm 1858.